# 亨利·特里
亨利·特里（法語：Henry Terry，1868年5月27日—1952年7月27日），法国男子板球运动员。他曾代表法国参加1900年夏季奥林匹克运动会板球比赛，获得一枚银牌。